# Sønder Vium Kirke
Sønder Vium kirke ligger i dag 1 km nordøst for Sønder Vium, men landsbyen har oprindeligt ligget ved kirken. Præsten skriver i en beretning fra 1683, at kirken lå i "Vimby", at der lige syd for kirken lå en lille sø, "Vim Sø", at der sydvest for kirken og søen lå en by, som hed "Esbøl", og at "Vim Mølle" lå vest for kirken og søen.

## Kirkens historie
Kirkens kor og skib, der er lavet af granitkvadre i romansk stil, stammer fra begyndelsen af 1200-tallet. Syddøren er endnu i brug, mens norddøren er tilmuret og ses indvendig som en blænding. Under det nuværende gulv er der fundet rester af et tidligere gulv af røde fliser og munkesten. Ved indgangsdørene er der fundet blysmeltegruber, så kirken har nok oprindeligt haft blytag. Det oprindelige alterbord findes bag et panel af fyrretræ. Det er bygget af granit, tuf og al.

### Restaurering
Kirken blev lukket i september 1978, fordi murene, især korets østgavl, begyndte at skride ud. Fundamentets dårlige fyld af marksten og jord kunne ikke bære den store vægt, og grundvandssænkning kan have været en medvirkende årsag.
En omfattende restaurering og fundamentering begyndte. Under dette arbejde blev der bl.a. fundet spor af kalkmalerier på kirkens nordvæg. Der blev også fundet grave, som lå inde under kirkemuren, så stedet har fra meget gammel tid været begravelsesplads for egnen. Kirken blev genindviet 1. søndag i advent 1979.